# 傲视全球电视网
傲视网、傲视全球电视网（oursee.com）是2000年代的中國互聯網社區（已倒閉），主要是刊登有關中华人民共和国电视广播節目和媒体現像的專家投稿評論，亦有網友的BBS討論區「傲视论坛」。該網與中國各大官媒合作，稿件時會轉載至新華網和人民網。
在2001年時註冊地址在湖南长沙金鹰影视文化城，2005年時遷入北京西城区南礼士路头条2号市政府行政处大院C楼2层。該網站的運營公司自稱「傲视传播」、「傲视国际」。